# Бруннера сибирская
Брунне́ра сиби́рская (лат. Brunnéra sibírica) — вид многолетнего растения рода Бруннера (Brunnera) семейства Бурачниковые (Boraginaceae).

## Ботаническое описание
Корневище горизонтальное, толщиной 0,5—1,5 см, чёрно-бурое, довольно длинное, усаженное нитевидными придаточными корнями, почти гладкое.
Стебель прямостоячий, 25-80 см высотой, обычно одиночный, покрытый короткими шиловидными волосками.
Прикорневые листья крупные, 10-20 см шириной на длинных, покрытых волосками черешках, образуют сомкнутый покров высотой 40—50 см. Пластинки листьев 10-20 см длиной и шириной, широкосердцевидные, на верхушке копьевидно заострённые, с обеих сторон опушённые грубыми шиловидными волосками.
Стеблевые листья яйцевидно-ланцетные, значительно мельче прикорневых, нижние на коротком черешке, верхние сидячие.
Цветки собраны в кистевидное соцветие, выходящее из пазух верхних листьев. Цветоножки тонкие, 8-20 мм длиной, густо опушённые косо направленными шиловидными волосками, при основании без прицветников.
Чашечка колокольчатая, глубоко (на ¾) рассечённая на линейно-шиловидные доли 2-3 мм длиной, опушённые по краям.
Венчик пятилопастной, колесовидный, голубой, с беловатым придатком в зеве, трубка втрое короче отгиба. Отгиб плоский 2-6(8) мм до зева рассечённый на отбратнояйцевидные округлые лопасти. При основании отгиба расположены 5 широкояйцевидных тупых, покрытых волосками или сосочками и от того бархатистых, придатков, покрывающих зев венчика.
Тычинки короче трубки венчика, практически не выставляются из венчика. Тычиночные нити тонкие, короче пыльников или равны им.
Столбик около 1 мм длиной, рыльце головчатое.
Цветение с середины мая до середины июля.
Плоды — орешки. Эремы 2,5-3 мм длиной, полусогнутые, с острой верхушкой, с продольными толстыми высокими морщинами (жилками).
Диплоидное число хромосом — 2n = 12.

## Географическое распространение и экология
В России распространена в Западной, Средней и Южной Сибири: Томской (окр. г. Томска) и Кемеровской областях, Алтайском крае, Верхнеенисейском флористическом районе, Республиках Алтай, Хакасия и Тува (долина реки Сыстыг-Хем).
Гигромезофит, эутроф. Произрастает в таёжной полосе по лугам, лесным опушкам, берегах ручьёв.
Советский ботаник М. М. Ильин отмечал, что этот вид на Алтае и в Саянах нужно рассматривать как древний плиоценовый реликт буково-грабово-дубовых лесов, существовавших в конце третичного периода на Алтае, Кузнецком Алатау и в Западных Саянах, в плейстоцене вымерших.
Алтае-Саянский эндемик. Вид внесён со статусом «редкие» в сводкиː «Красная книга Красноярского края» (2012), «Редкие и исчезающие растения Сибири», «Красная книга Республики Тыва» и другие.
За пределами своего природного ареала культивируется как декоративное растение. Интродуцирован в ряде ботанических садов России и ближнего зарубежья.
Во «Флоре средней полосы европейской части России» П. Ф. Маевского сообщается, что сибирский вид — бруннера сибирская (Brunnera sibirica) — широко выращивается в средней полосе европейской части России как раннецветущее декоративное растение; она чрезвычайно устойчива, в местах прежней культуры годами остаётся без малейшего ухода, изредка встречается на сорных местах, свалках, у жилья.

## Особенности биологии
Неприхотливое растение, хорошо растёт в густой тени и на открытых местах. Зимостойкая, но листья часто повреждаются болезнями.
К почве нетребовательна, хотя предпочитает рыхлые с достаточным увлажнением участки.
Семена завязываются плохо. Размножается отрезками корневища. Деление и пересадку необходимо проводить в конце лета после отмирания листьев.

## Хозяйственное значение

### Применение в цветоводстве
В декоративном цветоводстве бруннера сибирская используется для групповых посадок, бордюров и на каменистых горках. Поскольку к середине лета она теряет декоративность, желательно её высаживать в смешанных групповых посадках, сочетая с другими декоративно стабильными растениями.

## Таксономия и внутривидовая систематика
Locus classicusː Описан из окр. Томска (Хельсинки).